# Verwaltungsgemeinschaft Wasungen-Amt Sand
In der Verwaltungsgemeinschaft Wasungen-Amt Sand im thüringischen Landkreis Schmalkalden-Meiningen haben sich die Stadt Wasungen und drei weitere Gemeinden zur Erledigung ihrer Verwaltungsgeschäfte zusammengeschlossen.
Sitz der Verwaltungsgemeinschaft ist Wasungen.
Historische Namensgeber sind die hennebergischen, später zum Herzogtum Sachsen-Meiningen gehörigen Ämter Wasungen und Sand, zu denen die meisten Orte gehörten.

## Die Gemeinden
- Friedelshausen
- Mehmels
- Schwallungen
- Wasungen, Stadt

## Geschichte
Die Verwaltungsgemeinschaft wurde am 30. Juni 1995 aus dem Zusammenschluss der Verwaltungsgemeinschaften Amt Sand, Walldorf und Wasungen gebildet. Die Gemeinde Schwallungen trat der Verwaltungsgemeinschaft zum 1. Januar 2012 bei. Im Rahmen der Gebietsreform in Thüringen verließen die Mitgliedsgemeinden Wallbach und Walldorf die Verwaltungsgemeinschaft am 1. Januar 2019 und wurden in die Stadt Meiningen eingemeindet. Die Mitgliedsgemeinden Hümpfershausen, Metzels, Oepfershausen, Unterkatz und Wahns wurden gleichzeitig nach Wasungen eingemeindet.

### Einwohnerentwicklung
Entwicklung der Einwohnerzahl:
| - 1995 – 10.081 - 1996 – 10.128 - 1997 – 10.235 - 1998 – 10.200 - 1999 – 10.126 - 2000 – 10.131 | - 2001 – 9.958 - 2002 – 9.891 - 2003 – 9.863 - 2004 – 9.799 - 2005 – 9.729 - 2006 – 9.655 | - 2007 – 9.637 - 2008 – 9.506 - 2009 – 9.304 - 2010 – 9.229 - 2011 – 9.155 - 2012 – 11.549 | - 2013 – 11.482 - 2014 – 11.358 - 2015 – 11.312 - 2016 – 11.255 - 2017 – 11.137 - 2018 – 10.924 | - 2019 – 8.419 - 2020 – 8.350 - 2021 – 8.307 |

 Datenquelle: Thüringer Landesamt für Statistik – Werte zum 31. Dezember